# The Experimental Tropic Blues Band
The Experimental Tropic Blues Band est un groupe belge de rock créé à Liège en 1999.
Actifs depuis maintenant plus de 15 ans, The Experimental Tropic Blues Band a eu l’occasion de partager la scène avec des groupes tels que The Cramps, Bob Log III, Heavy Trash, JSBX, Andre Williams, The Soledad Brothers, Jay Reatard, The Black Lips, Jim Jones Review, ...  et a joué aux quatre coins de l’Europe (Eurosonic Festival (NL), Europavox (FR), GéNéRiQ Festival (FR), Les Rockomotives (FR),…) et des États-Unis (SXSW, ...).

## Historique
Créé en 1999 et après un premier EP Dynamite Boogie sorti en 2005, The Experimental Tropic Blues Band sort son premier album en 2007 intitulé Hellelujah.
En 2009, le trio liégeois enchaînent avec un second opus nommé Captain Boogie.
Le troisième album Liquid Love, sorti en 2011, a été produit et mixé par Jon Spencer (JSBX, Heavy Trash, Boss Hogg, Pussy Galore), et enregistré à New York au NY HED studio, tenu par Matt Verta Ray (Heavy Trash). En 2012, le groupe reçoit l'octave "pop/rock" lors des Octaves de la musique.
En 2014, les Tropics sortent un album-concept intitulé The Belgians. Album entièrement consacré au plat pays dans lequel le groupe dépeint la Belgique sous toutes ses facettes, celui-ci est accompagné d’une tournée toute particulière puisqu’il s’agit d’un spectacle avec projection d’images 100% belges.
Les albums du groupe sont sortis sur le label JauneOrange, dont les Tropics font également partie du collectif éponyme .

## Formation
- Dirty Coq: guitare, chant.
- Boogie Snake: guitare, chant.
- Devil d'Inferno: batterie.